# Martin Kelp
Martin Kelp (Martinus Kelp, magyarosan: Kelp Márton, Holdvilág, 1659 – Muzsna, 1694) bölcseleti doktor, ágostai evangélikus lelkész.

## Élete
Apja, Georg Kelp és testvére, Johann Kelp szintén lelkészek voltak. A tanulmányait Segesváron és Nagyszebenben kezdte, és már tízéves korában latin verseket írt. 1679-ben egy lengyelországi utazást követően Wittenbergbe ment az egyetemre; itt azonban csak két évig maradt, mert a héber nyelv tanulása céljából Hamburgba utazott. Ezután a lipcsei egyetemet látogatta, ahol 1684-ben a magisteri rangot nyerte a Natales Saxonum Transylvaniae című munkájával, amely azonban több tévedést is tartalmaz, mivel források hiányában egyes részeit otthoni tanulmányai alapján, emlékezetből írta. A szászokat dák-géta-longobárd eredetűnek tartotta, akikhez utóbb II. Géza alatt németek is csatlakoztak. 1684-ben a segesvári iskola igazgatójának választották; ő alapította az iskola könyvtárát, amelyet a vártemplom sekrestyéjéban helyeztek el. 1687. június 23-án Szászbuda lelkésze lett. I. Apafi Mihály  fejedelem temetésén (1690) ő képviselte az evangélikus egyházat, és héber nyelvű gyászbeszédet tartott. 1692-ben Muzsna hívta meg lelkészének.

## Művei
- Natales Saxonum Transylvaniae, Aposciasmate Historico collustrati. Resp. Joach. Christiano Westphal… die 22. Mart. 1684. Lipsiae.
- Sub Umbra Alarum Altissimi. Vigeat et diutissime perennet Pia Patrum Patriae Providentia animata & animanda precibus, exemplo ac Zelo Theologico Reverendá Dignitate Clar. Virorum Dn. Geogrii Schobelii & Dn. Georgii Krauss, quorumutrumque, illum nuper. hunc hodie, Pastorem Schaesburgensis Ecclesiae Primarium, fidelissime… à Deo obtinuit Schaesburgum… Cibinii, 1684.
- Positiones Theologicae. ex Articulo De Ministerio Ecclesiastico… Praes. Martino Kelpio… Resp. Johanne Kelpio… Anno 1685. die… Augusti Keresdini.
- Positiones Theol. ex Articulo De Ministerio Ecclesiastico. Resp… 1685, die 25. Sept. Keresdini per Mich. P. Székesi.
- Positiones Theol. ex Articulo de Magistratu Politico…Resp. Stephano franck. Schaesb. 1685. die 29. Oct. Uo.
- Positiones Theol., Depromptae ex Disp. Inaugurali…Esdrae Edzardi…Rotsochii, An. 1656. habita. Resp. Joh. Langio 1659. Cibinii